# La Liga 2016-2017
La Liga 2016-17 este sezonul cu numărul 86 al campionatului Spaniei la fotbal. Sezonul a început pe 19 august 2016 și s-a încheiat pe 21 mai 2017.

## Echipe, stadioane și locații
| Echipă              | Locație         | Stadion                | Capacitate |
| ------------------- | --------------- | ---------------------- | ---------- |
| Alavés              | Vitoria-Gasteiz | Mendizorrotza          | 19.840     |
| Athletic Bilbao     | Bilbao          | San Mamés              | 53.289     |
| Atlético Madrid     | Madrid          | Vicente Calderón       | 54.907     |
| Barcelona           | Barcelona       | Camp Nou               | 99.354     |
| Celta Vigo          | Vigo            | Balaídos               | 29.000     |
| Deportivo La Coruña | A Coruña        | Riazor                 | 32.912     |
| Eibar               | Eibar           | Ipurua                 | 7.083      |
| Espanyol            | Barcelona       | RCDE Stadium           | 40.500     |
| Granada             | Granada         | Nuevo Los Cármenes     | 22.094     |
| Las Palmas          | Las Palmas      | Gran Canaria           | 33.111     |
| Leganés             | Leganés         | Butarque               | 10.922     |
| Málaga              | Málaga          | La Rosaleda            | 30.044     |
| Osasuna             | Pamplona        | El Sadar               | 18.761     |
| Real Betis          | Sevilla         | Benito Villamarín      | 51.700     |
| Real Madrid         | Madrid          | Santiago Bernabéu      | 85.454     |
| Real Sociedad       | San Sebastián   | Anoeta                 | 32.000     |
| Sevilla             | Sevilla         | Ramón Sánchez Pizjuán  | 42.714     |
| Sporting Gijón      | Gijón           | El Molinón             | 29.029     |
| Valencia            | Valencia        | Mestalla               | 55.000     |
| Villarreal          | Villarreal      | Estadio de la Cerámica | 24.890     |

## Persoane importante și sponsori:
| Echipă              | Antrenor                  | Căpitan           | Producator echipament | Sponsor tricou                                                  |
| ------------------- | ------------------------- | ----------------- | --------------------- | --------------------------------------------------------------- |
| Alavés              | Mauricio Pellegrino       | Manu García       | Hummel                | LEA, Álava,, Kutxabank, Euskaltel                               |
| Athletic Bilbao     | Ernesto Valverde          | Gorka Iraizoz     | Nike                  | Kutxabank                                                       |
| Atlético Madrid     | Diego Simeone             | Gabi              | Nike                  | Plus500                                                         |
| Barcelona           | Luis Enrique              | Andrés Iniesta    | Nike                  | Qatar Airways, UNICEF,1 Beko2                                   |
| Celta Vigo          | Eduardo Berizzo           | Hugo Mallo        | Adidas                | Estrella Galicia 0,0, Abanca                                    |
| Deportivo La Coruña | Pepe Mel                  | Laure             | Lotto                 | Estrella Galicia 0,0                                            |
| Eibar               | José Luis Mendilibar      | Dani García       | Puma                  | AVIA, Wiko                                                      |
| Espanyol            | Quique Sánchez Flores     | Javi López        | Joma                  | Rastar Group, Riviera maia                                      |
| Granada             | Tony Adams                | Dimitri Foulquier | Joma                  | Energy King, Covirán                                            |
| Las Palmas          | Quique Setién             | David García      | Acerbis               | Gran Canaria, IOC, beCordial Sports, Volkswagen, Domingo Alonso |
| Leganés             | Asier Garitano            | Martín Mantovani  | Joma                  | Royal Jordanian, MBuzz Sport, GoldenPark                        |
| Málaga              | Míchel                    | Duda              | Nike                  | Marathonbet, Benahavís                                          |
| Osasuna             | Petar Vasiljević          | Miguel Flaño      | Adidas                | Victorino Vicente                                               |
| Real Betis          | Alexis Trujillo (interim) | Joaquín           | Adidas                | Wiko                                                            |
| Real Madrid         | Zinedine Zidane           | Sergio Ramos      | Adidas                | Fly Emirates                                                    |
| Real Sociedad       | Eusebio Sacristán         | Xabi Prieto       | Adidas                | Qbao.com                                                        |
| Sevilla             | Jorge Sampaoli            | Vicente Iborra    | New Balance           | SeePuertoRico.com                                               |
| Sporting Gijón      | Rubi                      | Alberto Lora      | Nike                  | Gijón, Nissan, Telecable, CMP, Ternera Asturiana                |
| Valencia            | Voro                      | Enzo Pérez        | Adidas                | beIN Sports                                                     |
| Villarreal          | Fran Escribá              | Bruno             | Joma                  | Pamesa Cerámica                                                 |

## Clasament
|  | Pos. | Echipă                 | Mov. | M  | V  | E  | Î  | GF  | GC | Golv. | P  |
|  | ---- | ---------------------- | ---- | -- | -- | -- | -- | --- | -- | ----- | -- |
|  | 1.   | Real Madrid (Campion)  |      | 38 | 29 | 6  | 3  | 106 | 41 | +65   | 93 |
|  | 2.   | Barcelona              |      | 38 | 28 | 6  | 4  | 116 | 37 | +79   | 90 |
|  | 3.   | Atlético de Madrid     |      | 38 | 23 | 9  | 6  | 70  | 27 | +43   | 78 |
|  | 4.   | Sevilla                |      | 38 | 21 | 9  | 8  | 69  | 49 | +20   | 72 |
|  | 5.   | Villarreal             |      | 38 | 19 | 10 | 9  | 56  | 33 | +23   | 67 |
|  | 6.   | Real Sociedad          |      | 38 | 19 | 7  | 12 | 59  | 53 | +6    | 64 |
|  | 7.   | Athletic Club          |      | 38 | 19 | 6  | 13 | 53  | 43 | +10   | 63 |
|  | 8.   | Espanyol               |      | 38 | 15 | 11 | 12 | 49  | 50 | -1    | 56 |
|  | 9.   | Deportivo Alavés       |      | 38 | 14 | 13 | 11 | 41  | 43 | -2    | 55 |
|  | 10.  | Eibar                  |      | 38 | 15 | 9  | 14 | 56  | 51 | +5    | 54 |
|  | 11.  | Málaga                 |      | 38 | 12 | 10 | 16 | 49  | 55 | -6    | 46 |
|  | 12.  | Valencia               |      | 38 | 13 | 7  | 18 | 56  | 65 | -9    | 46 |
|  | 13.  | Celta de Vigo          |      | 38 | 13 | 6  | 19 | 53  | 69 | -16   | 45 |
|  | 14.  | Las Palmas             |      | 38 | 10 | 9  | 19 | 53  | 74 | -21   | 39 |
|  | 15.  | Real Betis             |      | 38 | 10 | 9  | 19 | 41  | 64 | -23   | 39 |
|  | 16.  | Deportivo de La Coruña |      | 38 | 8  | 12 | 18 | 43  | 61 | -18   | 36 |
|  | 17.  | Leganés                |      | 38 | 8  | 11 | 19 | 36  | 55 | -19   | 35 |
|  | 18.  | Sporting de Gijón (R)  |      | 38 | 7  | 10 | 21 | 42  | 72 | -30   | 31 |
|  | 19.  | Osasuna (R)            |      | 38 | 4  | 10 | 24 | 40  | 94 | -54   | 22 |
|  | 20.  | Granada (R)            |      | 38 | 4  | 8  | 26 | 30  | 82 | -52   | 20 |

## Rezultate
| Acasă \ Deplasare   | ALV | ATH | ATM | FCB | CEL | RCD | EIB | ESP | GCF | LPA | LEG | MCF | OSA | RBB | RMA | RSO | SFC | RSG | VCF | VIL |
| ------------------- | --- | --- | --- | --- | --- | --- | --- | --- | --- | --- | --- | --- | --- | --- | --- | --- | --- | --- | --- | --- |
| Alavés              | —   | 1–0 | 0–0 | 0–6 | 3–1 | 0–0 | 0–0 | 0–1 | 3–1 | 1–1 | 2–2 | 1–1 | 0–1 | 1–0 | 1–4 | 1–0 | 1–1 | 0–0 | 2–1 | 2–1 |
| Athletic Bilbao     | 0–0 | —   | 2–2 | 0–1 | 2–1 | 2–1 | 3–1 | 2–0 | 3–1 | 5–1 | 1–1 | 1–0 | 1–1 | 2–1 | 1–2 | 3–2 | 3–1 | 2–1 | 2–1 | 1–0 |
| Atlético Madrid     | 1–1 | 3–1 | —   | 1–2 | 3–2 | 1–0 | 1–0 | 0–0 | 7–1 | 1–0 | 2–0 | 4–2 | 3–0 | 1–0 | 0–3 | 1–0 | 3–1 | 5–0 | 3–0 | 0–1 |
| Barcelona           | 1–2 | 3–0 | 1–1 | —   | 5–0 | 4–0 | 4–2 | 4–1 | 1–0 | 5–0 | 2–1 | 0–0 | 7–1 | 6–2 | 1–1 | 3–2 | 3–0 | 6–1 | 4–2 | 4–1 |
| Celta Vigo          | 1–0 | 0–3 | 0–4 | 4–3 | —   | 4–1 | 0–2 | 2–2 | 3–1 | 3–1 | 0–1 | 3–1 | 3–0 | 0–1 | 1–4 | 2–2 | 0–3 | 2–1 | 2–1 | 0–1 |
| Deportivo La Coruña | 0–1 | 0–1 | 1–1 | 2–1 | 0–1 | —   | 2–1 | 1–2 | 0–0 | 3–0 | 1–2 | 2–0 | 2–0 | 1–1 | 2–6 | 5–1 | 2–3 | 2–1 | 1–1 | 0–0 |
| Eibar               | 0–0 | 0–1 | 0–2 | 0–4 | 1–0 | 3–1 | —   | 1–1 | 4–0 | 3–1 | 2–0 | 3–0 | 2–3 | 3–1 | 1–4 | 2–0 | 1–1 | 0–1 | 1–0 | 2–1 |
| Espanyol            | 1–0 | 0–0 | 0–1 | 0–3 | 0–2 | 1–1 | 3–3 | —   | 3–1 | 4–3 | 3–0 | 2–2 | 3–0 | 2–1 | 0–2 | 1–2 | 3–1 | 2–1 | 0–1 | 0–0 |
| Granada             | 2–1 | 1–2 | 0–1 | 1–4 | 0–3 | 1–1 | 1–2 | 1–2 | —   | 1–0 | 0–1 | 0–2 | 1–1 | 4–1 | 0–4 | 0–2 | 2–1 | 0–0 | 1–3 | 1–1 |
| Las Palmas          | 1–1 | 3–1 | 0–5 | 1–4 | 3–3 | 1–1 | 1–0 | 0–0 | 5–1 | —   | 1–1 | 1–0 | 5–2 | 4–1 | 2–2 | 0–1 | 0–1 | 1–0 | 3–1 | 1–0 |
| Leganés             | 1–1 | 0–0 | 0–0 | 1–5 | 0–2 | 4–0 | 1–1 | 0–1 | 1–0 | 3–0 | —   | 0–0 | 2–0 | 4–0 | 2–4 | 0–2 | 2–3 | 0–2 | 1–2 | 0–0 |
| Málaga              | 1–2 | 2–1 | 0–2 | 2–0 | 3–0 | 4–3 | 2–1 | 0–1 | 1–1 | 2–1 | 4–0 | —   | 1–1 | 1–2 | 0–2 | 0–2 | 4–2 | 3–2 | 2–0 | 0–2 |
| Osasuna             | 0–1 | 1–2 | 0–3 | 0–3 | 0–0 | 2–2 | 1–1 | 1–2 | 2–1 | 2–2 | 2–1 | 1–1 | —   | 1–2 | 1–3 | 0–2 | 3–4 | 2–2 | 3–3 | 1–4 |
| Real Betis          | 1–4 | 1–0 | 1–1 | 1–1 | 3–3 | 0–0 | 2–0 | 0–1 | 2–2 | 2–0 | 2–0 | 1–0 | 2–0 | —   | 1–6 | 2–3 | 1–2 | 0–0 | 0–0 | 0–1 |
| Real Madrid         | 3–0 | 2–1 | 1–1 | 2–3 | 2–1 | 3–2 | 1–1 | 2–0 | 5–0 | 3–3 | 3–0 | 2–1 | 5–2 | 2–1 | —   | 3–0 | 4–1 | 2–1 | 2–1 | 1–1 |
| Real Sociedad       | 3–0 | 0–2 | 2–0 | 1–1 | 1–0 | 1–0 | 2–2 | 1–1 | 2–1 | 4–1 | 1–1 | 2–2 | 3–2 | 1–0 | 0–3 | —   | 0–4 | 3–1 | 3–2 | 0–1 |
| Sevilla             | 2–1 | 1–0 | 1–0 | 1–2 | 2–1 | 4–2 | 2–0 | 6–4 | 2–0 | 2–1 | 1–1 | 4–1 | 5–0 | 1–0 | 2–1 | 1–1 | —   | 0–0 | 2–1 | 0–0 |
| Sporting Gijón      | 2–4 | 2–1 | 1–4 | 0–5 | 1–1 | 0–1 | 2–3 | 1–1 | 3–1 | 1–0 | 2–1 | 0–1 | 3–1 | 2–2 | 2–3 | 1–3 | 1–1 | —   | 1–2 | 1–3 |
| Valencia            | 2–1 | 2–0 | 0–2 | 2–3 | 3–2 | 3–0 | 0–4 | 2–1 | 1–1 | 2–4 | 1–0 | 2–2 | 4–1 | 2–3 | 2–1 | 2–3 | 0–0 | 1–1 | —   | 1–3 |
| Villarreal          | 0–2 | 3–1 | 3–0 | 1–1 | 5–0 | 0–0 | 2–3 | 2–0 | 2–0 | 2–1 | 2–1 | 1–1 | 3–1 | 2–0 | 2–3 | 2–1 | 0–0 | 3–1 | 0–2 | —   |

## Statistici

### Golgheteri
La 21 mai 2017.
| Rank | Jucător           | Club            | Goluri |
| ---- | ----------------- | --------------- | ------ |
| 1    | Lionel Messi      | Barcelona       | 37     |
| 2    | Luis Suárez       | Barcelona       | 29     |
| 3    | Cristiano Ronaldo | Real Madrid     | 25     |
| 4    | Iago Aspas        | Celta Vigo      | 19     |
| 5    | Antoine Griezmann | Atlético Madrid | 16     |
| 5    | Aritz Aduriz      | Athletic Bilbao | 16     |
| 7    | Álvaro Morata     | Real Madrid     | 15     |
| 8    | Sandro            | Málaga          | 14     |
| 9    | Neymar            | Barcelona       | 13     |
| 9    | Gerard Moreno     | Espanyol        | 13     |
| 9    | Rubén Castro      | Real Betis      | 13     |

### Pasatori
| Rank | Jucător           | Club            | Pase |
| ---- | ----------------- | --------------- | ---- |
| 1    | Luis Suárez       | Barcelona       | 13   |
| 2    | Toni Kroos        | Real Madrid     | 12   |
| 3    | Neymar            | Barcelona       | 11   |
| 4    | Marcelo Vieira    | Real Madrid     | 10   |
| 4    | Pablo Piatti      | Espanyol        | 10   |
| 6    | Lionel Messi      | Barcelona       | 9    |
| 7    | Antoine Griezmann | Atlético Madrid | 8    |
| 7    | Isco              | Real Madrid     | 8    |
| 7    | Ángel Correa      | Atlético Madrid | 8    |
| 7    | Koke              | Atlético Madrid | 8    |
| 7    | Pablo Sarabia     | Sevilla         | 8    |

### Zamora
Trofeul Zamora este acordat de ziarul Marca portarului cu cel mai mic raport de goluri încasate. Un portar trebuie să joace cel puțin 28 de jocuri de 60 de minute sau mai multe pentru a fi eligibil pentru trofeu.
| Rank | Name                  | Club            | Goluri Încasate | Meciuri | Procent |
| ---- | --------------------- | --------------- | --------------- | ------- | ------- |
| 1    | Jan Oblak             | Atlético Madrid | 21              | 29      | 0.72    |
| 2    | Marc-André ter Stegen | Barcelona       | 33              | 36      | 0.92    |
| 3    | Diego López           | Espanyol        | 37              | 33      | 1.12    |
| 4    | Fernando Pacheco      | Alavés          | 42              | 36      | 1.17    |
| 5    | Sergio Rico           | Sevilla         | 45              | 35      | 1.29    |

## Premiile La Liga
| Luna       | Antrenorul lunii     | Antrenorul lunii | Jucătorul lunii    | Jucătorul lunii     | Reference     |
| Luna       | Antrenor             | Club             | Fotbalist          | Club                | Reference     |
| ---------- | -------------------- | ---------------- | ------------------ | ------------------- | ------------- |
| august     | Quique Setién        | Las Palmas       | Jon Ander Serantes | Leganés             | [ 29 ] [ 30 ] |
| Septembrie | Ernesto Valverde     | Athletic Bilbao  | Antoine Griezmann  | Atlético Madrid     | [ 31 ] [ 32 ] |
| Octombrie  | Jorge Sampaoli       | Sevilla          | Iago Aspas         | Celta Vigo          | [ 33 ] [ 34 ] |
| Noiembrie  | Eusebio Sacristán    | Real Sociedad    | Diego López        | Espanyol            | [ 35 ] [ 36 ] |
| decembrie  | Fran Escribá         | Villarreal       | Florin Andone      | Deportivo La Coruña | [ 37 ] [ 38 ] |
| Ianuarie   | Eduardo Berizzo      | Celta Vigo       | Steven N'Zonzi     | Sevilla             | [ 39 ] [ 40 ] |
| Februarie  | José Luis Mendilibar | Eibar            | Sergi Enrich       | Eibar               | [ 41 ] [ 42 ] |
| Martie     | Diego Simeone        | Atlético Madrid  | Antoine Griezmann  | Atlético Madrid     | [ 43 ] [ 44 ] |
| aprilieie  | Míchel               | Málaga           | Lionel Messi       | Barcelona           | [ 45 ] [ 46 ] |